# Thaumastopeus agni
Thaumastopeus agni är en skalbaggsart som beskrevs av Wallace 1867. Thaumastopeus agni ingår i släktet Thaumastopeus och familjen Cetoniidae. Inga underarter finns listade i Catalogue of Life.